# Наше стварање (часопис)
Наше стварање је часопис за књижевност, уметност и културу који објављује Лесковачки културни центар. Часопис излази четири пута годишње, а први број изашао је 1953. године. Покренут је са поднасловом часопис за друштвено-политичка питања, науку и књижевност, који се више пута мењао, да би данас гласио часопис за књижевност, уметност и културу.

## Концепција часописа
Часопис Наше стварање објављује текстове из лепе књижевности (поезију и прозу), уметности (ликовне уметности, филм...), књижевну и ликовну критику, приказе књижевних дела, теме везане за културу и историју Лесковца и лесковачког краја и друге. Аутори прилога су еминентна имена српске културе, али и млади, неафирмисани ствараоци,

## Уредништво
Значајни интелектуалци Лесковца уређивали су „Наше стварање“ као један од најстаријих и најважнијих часописа на југу Србије. ............ Од оснивања 1953. године одговорни уредник часописа био је Владимир Каменовић. На том месту се од  1957. године смењивало више уредника (1961, 1966, 1973, 1980, 1987, 1997, 1998, 2006, 2007, 2009). Од двоброја 1/2 за 2012. годину дужност одговорног управника обавља Драган Радовић. Након Радовићеве смрти, 3. јануара 2021. главни и одговорни уредник Нашег стварања је др Данијела Костадиновић, професор на Филозофском факултету у Нишу.

## Издавачка делатност
Издавачка делатност у Лесковачком културном центру, осим континуитета и профилисаног, професионално уређиваног часописа „Наше стварање“, обухвата и вредна појединачна дела, претежно научна остварења.